# Dauntless (Computerspiel)
Dauntless war ein kostenloses Action-basiertes Videospiel, das von Phoenix Labs entwickelt und von Epic Games vertrieben wurde. Das Spiel wurde im Mai 2018 in der Beta-Version für Microsoft Windows gestartet. Eine am 21. Mai 2019 veröffentlichte Vorabversion für PlayStation 4 und Xbox One, einschließlich der vollständigen Unterstützung für plattformübergreifendes Spielen, wurde am 26. September 2019 veröffentlicht. Eine Nintendo-Switch-Version wurde am 10. Dezember 2019 veröffentlicht. Im Januar 2025 wurde vom Entwicklerstudio angekündigt das Spiel einzustellen und die Server am 29. Mai 2025 abzuschalten.

## Gameplay
Dauntless spielte in einer Fantasy-Umgebung, in der ein katastrophales Ereignis die Welt auseinandergerissen hat und monströse Kreaturen, die als Behemoths bekannt sind und den überlebenden Menschen zum Opfer fallen. Die Spieler übernahmen die Rolle eines Slayers, der Behemoths besiegt und Beute sammelt, mit der sie Waffen und Ausrüstung herstellten und verbesserten, um größere und mächtigere Behemoths zu besiegen. Während der Jagd wurde das Spiel als Third-Person-Actionspiel gespielt. Die Spieler griffen die Kreatur mit einem Combo-System an und überwachten dabei ihre eigene Gesundheit und Ausdauer. Solche Jagden konnten bis zu 20 Minuten Spielzeit in Anspruch nehmen. 
Das Spiel konnte sowohl als Einzelspieler als auch gemeinsam mit bis zu drei weiteren Personen gespielt werden und unterstützte Crossplay zwischen den verschiedenen Plattformen. Seit dem 2. Dezember 2021 ist ein Next-Gen Update für die aktuellen Konsolen PlayStation 5 und Xbox Series verfügbar, das die Grafik stark verbessert.

## Rezeption
Das Spiel erhielt laut Metacritic überwiegend positive Rezensionen, wobei die Durchschnittswertung der Nintendo-Switch-Fassung etwas zu den anderen Versionen abfällt. Das deutschsprachige PC-Spielemagazin GameStar lobt insbesondere die Spielmechaniken. Während Gegner- und Waffendesign zu überzeugen wissen, wirke das Weltdesign wenig inspiriert.

„Gelungene und kostenlose Alternative zu Monster Hunter: World, ohne dessen Weltfaszination zu erreichen.“

Der Veröffentlichung auf Steam am 5. Dezember 2024 folgten laut PC Games haufenweise negative Nutzerreviews. Gründe seien das Zurücksetzen von Spielfortschritt, sowie Änderungen in der Monetarisierung, die sich in teuren Mikrotransaktionen äußerten.